# Orde Indi del Mèrit
L'Ordre Indi del Mèrit (anglès: Indian Order of Merit - IOM) va ser una condecoració militar i civil de l'Índia britànica. Va ser establerta el 1837 per Ordre General del Governador General de l'Índia, núm. 94 de l'1 de maig de 1837, tot i que després de la Partició de l'Índia el 1947 es va decidir suspendre el premi i el 1954 es va desenvolupar un sistema d'honors indi separat, que actuava retroactivament fins al 1947. Durant un llarg període de temps, l'IOM va ser la màxima condecoració que un membre natiu de l'Exèrcit indi britànic podia rebre i inicialment tenia tres divisions. Això va canviar el 1911 quan els militars indis van poder optar a la Creu Victòria. També va existir una divisió civil de l'IOM entre 1902 i 1939, però només es va conferir molt rarament.

## Història
La medalla va ser introduïda per primera vegada per la Companyia de les Índies Orientals el 1837, amb el nom d'"Ordre del Mèrit", i va ser assumida per la Corona el 1858, després de la Rebel·lió Índia de 1857. El nom de la medalla es va canviar el 1902 per evitar confusions amb un orde britànic homònim. L'Ordre del Mèrit Indi va ser l'única medalla de valentia disponible per als soldats nadius entre 1837 i 1907, quan es va introduir la Medalla Índia al Servei Distingit, i quan la Creu Victòria es va obrir als soldats nadius el 1911. Ambdues divisions de l'orde van ser eliminades quan l'Índia es va independitzar el 1947.
Els receptors reben les lletres postnominals IOM.
L'objectiu original era "oferir una recompensa personal per la valentia personal sense fer referència a cap reclamació basada en la mera antiguitat del servei i la bona conducta en general".

## La medalla

### Divisió Militar
La medalla es va introduir originalment amb tres classes (primera, segona i tercera classes), fins que es van posar altres medalles a disposició dels soldats indis , moment en què es va reduir a dues classes (la Creu Victòria va substituir la primera classe), i es va reduir a una classe el 1944. Tècnicament, un receptor havia de tenir la classe inferior abans de ser guardonat amb una classe superior, tot i que de vegades els receptors rebien la classe superior si realitzaven més d'un acte de valentia, aleshores se'ls podia haver guardonat amb la classe superior sense rebre la inferior. Els receptors de l'orde rebien un augment de sou i pensions i eren molt ben considerats.

### Divisió Civil
Una divisió civil estava disponible en dues classes entre 1902 i 1939, quan es va reduir a una classe. La medalla civil rarament es concedia.

## Descripció

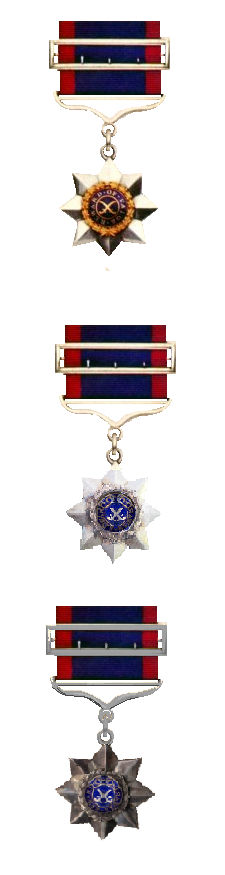
Ordre del Mèrit Indi, Primera, Segona i Tercera Classes

### Tercera classe
Estrella de plata de vuit puntes apagada amb un cercle blau, envoltada de llorers de plata, al mig, amb espases creuades i les paraules 
Era atorgada per realitzar una acció ostentosa de valentia individual per part de qualsevol oficial o soldat nadiu, al camp de batalla o en l'atac o la defensa d'un lloc fortificat, sense distinció de rang o grau.

### Segona classe
Estrella platejada brillant de vuit puntes amb un cercle blau, envoltada de llorers daurats al mig, amb espases creuades i les paraules Awarded for Valour (Atorgat per Valor) , que es va canviar a Awarded for Gallantry (Atorga per Gallardia')' el 1944.
Per a rebre-la calia posseir ja la tercera classe i per a serveis similars.

### Primera classe
Estrella daurada de vuit puntes amb un cercle blau, envoltada de llorers daurats al mig, amb espases creuades i les paraules Awarded for Valour (Atorgat per Valor) , que es va canviar a Awarded for Gallantry (Atorga per Gallardia')' el 1944.
Només es pot rebre de la mateixa manera per aquells que posseeixen la tercera i la segona classe.

### Cinta
Cinta blau fosc flanquejada per dues franges vermelles d'aproximadament una sisena part de l'amplada.